# Definhamento do estado
"Definhamento do estado" é um conceito marxista cunhado por Friedrich Engels referindo-se à ideia de que, com a realização do socialismo, a instituição social de um estado acabará se tornando obsoleta e desaparecerá, pois a sociedade será capaz de governar a si mesma sem o estado e sua aplicação coercitiva da lei.

## Origem da frase
A frase foi cunhada por Friedrich Engels  na parte 3, capítulo 2, do Anti-Dühring:

"O Estado não é 'abolido', mas definha e morre"

Outra citação relacionada de Engels vem de A Origem da Família, da Propriedade Privada e do Estado:

Com o desaparecimento das classes, desaparecerá inevitavelmente o Estado. A sociedade, reorganizando de uma forma nova a produção, na base de uma associação livre de produtores iguais, mandará toda a máquina do Estado para o lugar que lhe há de corresponder: o museu de antiguidades, ao lado da roca de fiar e do machado de bronze.

## Interpretações
Embora Engels tenha introduzido pela primeira vez a ideia do definhamento do Estado, ele atribuiu o conceito subjacente a Karl Marx, e outros teóricos marxistas—incluindo Vladimir Lenin—mais tarde o expandiram:
A condição econômica da extinção completa do Estado é o comunismo elevado a tal grau de desenvolvimento que toda oposição entre o trabalho intelectual e o trabalho físico desaparecerá, desaparecendo, portanto, uma das principais fontes de desigualdade social contemporânea, fonte que a simples socialização dos meios de produção, a simples expropriação dos capitalistas é absolutamente impotente para fazer secar de um golpe.

[...]
Assim, não temos o direito de falar senão do definhamento inevitável do Estado, acentuando que a duração desse processo depende do ritmo com que se desenrolar a fase superior do comunismo. A questão do momento e das formas concretas desse definhamento continua aberta, pois que não temos dados que nos permitam resolvê-la.
[...]

Do ponto de vista burguês, é fácil chamar de "pura utopia" um tal regime social e escarnecer malignamente dos socialistas que prometem a cada um, sem qualquer controle do seu trabalho, tanto quanto quiser de trufas, de automóveis, de pianos, etc. É com zombarias malignas dessa espécie que ainda hoje se sai de apuros a maioria dos "sábios" burgueses que não fazem com isso senão mostrar a sua ignorância e a sua devoção interesseira pelo capitalismo.
De acordo com este conceito de extinção do Estado, eventualmente uma sociedade comunista não exigirá mais coerção para induzir os indivíduos a se comportarem de uma forma que beneficie toda a sociedade.  Tal sociedade ocorreria após um período temporário da ditadura do proletariado.
Parte do conceito de transformação do Estado na etapa anterior da sociedade chamada socialismo. Engels postula que—semelhante aos argumentos feitos por Henri de Saint-Simon antes dele—em uma sociedade socialista, a organização pública se preocuparia principalmente com questões técnicas, como a alocação ideal de recursos e determinação da produção, em oposição à elaboração e aplicação de leis e assim, as funções tradicionais do Estado se tornariam gradualmente irrelevantes e desnecessárias para o funcionamento da sociedade. Engels argumentou que o estado se transforma de um "governo do povo" em uma "administração das coisas" e, portanto, não seria um estado no sentido tradicional do termo.
Este cenário dependia da visão de Marx do poder coercitivo como uma ferramenta daqueles que possuem os meios de produção, ou seja, certas classes sociais (burguesia) e o estado capitalista.   Em uma sociedade comunista, as classes sociais desapareceriam e os meios de produção não teriam um único dono, portanto, tal sociedade sem Estado não mais exigirá lei e a sociedade comunista sem Estado se desenvolverá.